# Bibliothèque municipale d'Espoo
La bibliothèque municipale d'Espoo (finnois : Espoon kaupunginkirjasto) est un réseau de bibliothèques de la ville d'Espoo en Finlande.

## Présentation
La bibliothèque municipale d'Espoo est l'une des plus grandes bibliothèques publiques de Finlande. 
En 2018, les collections de la bibliothèque municipale d'Espoo contenaient 748 212 volumes et le nombre d'emprunts de la bibliothèque était de 4 178 074 par an. 
Au total, 4 277 753 visites physiques ont été effectuées dans les bibliothèques d'Espoo.

## Bibliothèques du réseau
La bibliothèque municipale d'Espoo compte 18 bibliothèques et deux voitures de bibliothèque.
| Nom                                   | Adresse                                                | Coordonnées                  | Image | Réf.   |
| ------------------------------------- | ------------------------------------------------------ | ---------------------------- | ----- | ------ |
| Bibliothèque d'Entresse               | Siltakatu 11, 3. krs., 02770 Espoo                     | 60° 12′ 13″ N, 24° 39′ 30″ E |       | [ 3 ]  |
| Bibliothèques mobiles Helmi et Välkky | Valakuja 10 A, 02770 Espoo                             |                              |       | [ 4 ]  |
| Bibliothèque d'Haukilahti (fi)        | Toppelundintie 11, 02170 Espoo                         | 60° 09′ 36″ N, 24° 46′ 57″ E |       | [ 5 ]  |
| Bibliothèque d'Iso Omena              | Suomenlahdentie 1, 02230 Espoo                         | 60° 09′ 36″ N, 24° 44′ 21″ E |       | [ 6 ]  |
| Bibliothèque de Kalajärvi (fi)        | Ruskaniitty 4, 02970 Espoo                             | 60° 18′ 22″ N, 24° 44′ 22″ E |       | [ 7 ]  |
| Bibliothèque de Karhusuo (fi)         | Karhuniitynkuja 3, 02810 Espoo                         | 60° 13′ 44″ N, 24° 37′ 14″ E |       | [ 8 ]  |
| Bibliothèque de Kauklahti (fi)        | Hansakallio 2, 02780 Espoo                             | 60° 11′ 17″ N, 24° 35′ 42″ E |       | [ 9 ]  |
| Bibliothèque de Laajalahti (fi)       | Kurkijoentie 24, 02140 Espoo                           | 60° 12′ 15″ N, 24° 48′ 20″ E |       | [ 10 ] |
| Bibliothèque de Laaksolahti (fi)      | Veininkatu 24, 02730 Espoo                             | 60° 14′ 44″ N, 24° 46′ 09″ E |       | [ 11 ] |
| Bibliothèque de Nöykkiö (fi)          | Oxfotintie 4, 02330 Espoo                              | 60° 10′ 03″ N, 24° 39′ 48″ E |       | [ 12 ] |
| Bibliothèque d'Otaniemi               | Tietotie 6 B, 02150 Espoo                              | 60° 11′ 03″ N, 24° 49′ 08″ E |       | [ 13 ] |
| Bibliothèque de Lippulaiva            | Espoonlahdenkatu 8, 02320 Espoo                        | 60° 09′ 06″ N, 24° 39′ 15″ E |       | [ 14 ] |
| Bibliothèque de Saunalahti (fi)       | Brinkinmäentie 1, 02330 Espoo                          | 60° 10′ 07″ N, 24° 36′ 54″ E |       | [ 15 ] |
| Bibliothèque de Sello                 | Leppävaarankatu 9, 02600 Espoo                         | 60° 13′ 03″ N, 24° 48′ 34″ E |       | [ 16 ] |
| Bibliothèque de Suurpelto (fi)        | Lillhemtintie 1, 02250 Espoo                           | 60° 11′ 26″ N, 24° 44′ 24″ E |       | [ 17 ] |
| Bibliothèque de Tapiola (fi)          | Centre culturel d'Espoo, Kulttuuriaukio 2, 02100 Espoo | 60° 10′ 39″ N, 24° 48′ 16″ E |       | [ 18 ] |
| Bibliothèque de Viherlaakso (fi)      | Viherlaaksontori, 02710 Espoo                          | 60° 13′ 39″ N, 24° 44′ 32″ E |       | [ 19 ] |

## Groupement Helmet de bibliothèques
La bibliothèque municipale d'Espoo fait partie du Réseau de bibliothèques Helmet, qui est un groupement des bibliothèques municipales d'Espoo, d'Helsinki, de Kauniainen et de Vantaa ayant une liste de collections commune et des règles d'utilisation communes.